# Vojaški ordinariat Litve
Vojaški ordinariat Litve (litvansko Lietuvos kariuomenės ordinariatas) je rimskokatoliški vojaški ordinariat, ki je vrhovna cerkveno-verska organizacija in skrbi za pripadnike Litvanskih oboroženih sil.
Sedež ordinariata je v Vilni.

## Škofje
- Eugenijus Bartulis (25. november 2000 - danes)